# Robert Hardy
Timothy Sydney Robert Hardy, CBE, FSA (29. října 1925 Cheltenham – 3. srpna 2017 Londýn) byl anglický herec, který měl za sebou dlouhou divadelní, filmovou i televizní kariéru.

## Mládí
Hardy se narodil v Cheltenhamu v Anglii jako syn Jocelyn a Henryho Harrisona Hardyho. Jeho otec byl ředitelem školy Cheltenham College, sloužil také v Royal Air Force. 

## Kariéra
Hardy začal svou kariéru jako klasický herec. V roce 1959 se objevil jako Sicinius, protivník Laurence Oliviera ve hře Coriolanus. Také se objevil v další Shakespearově hře Jindřich V. V průběhu let získal mnoho rolí jak v televizi, tak ve filmu. V roce 1975 ztvárnil Prince Alberta v oceněné 13hodinové sérii Eduard Sedmý.
Jeho velkou rolí na velkém plátně se stala role Ministra kouzel Korneliuse Popletala ve filmech o Harrym Potterovi.
V repertoáru má také několik rolí, které s úspěchem daboval.

## Ocenění
V den královniných narozenin v roce 1981 byl jmenován komandérem Řádu britského impéria (CBE).

## Osobní život
V roce 1952 se poprvé oženil s Elizabeth Foxovou, dcerou Sira Lionela Foxe. Toto manželství skončilo v roce 1956. V roce 1961 se oženil se Sally Pearsonovou, dcerou baroneta Sira Nevilla Pearsona. I toto manželství skončilo, a to v roce 1986. Robert Hardy má tři děti.
Hardy zemřel 3. srpna 2017 v 91 letech v domově pro vysloužilé herce Denville Hall.